# Arcen en Velden
Arcen en Velden este o o comună provincia Limburg, Țările de Jos. Comuna este numită după cele două localități principale: Arcen și Velden.

## Localități componente
Arcen, Lomm, Velden